# Viktor (nagrada)
Viktor je slovenska nagrada za medijske dosežke in dosežke v popularni kulturi. Narejeni so po zgledu oskarja. Prve viktorje so podelili leta 1982 (ko so viktorji nasledili nagrado nika) - najprej so jih podeljevali na tri mesece (izbiranje »osebnosti meseca«), leta 1983 pa so prešli na letni ritem. Prve letne viktorje ljudskega glasu sta dobila radijec Marjan Kralj in televizijec Vinko Šimek, strokovna žirija pa je nagradila Slavka Hrena za radijsko serijo Vroče hladno in Rudija Klariča za TV-serijo Človek brez meja. Prva podelitev je bila v Hali Tivoli, naslednje pa večinoma po ljubljanskih diskotekah. Današnja oblika nagrade sega v leto 1993, ko je urednikovanje revije Stop prevzel Igor Savič. Med letoma 1993 in 2013 so podelitve bile v Cankarjevem domu, od leta 2014 so v SNG Maribor.
Do leta 1993 so ob viktorjih podeljevali še limone – nagrade za negativne dosežke.
Dobitnik z največ viktorji je Jonas Žnidaršič, ki je v dolgoletni karieri dobil kar 14 kipcev, prvega v letu 1982 kot voditelj Radia Študent zaenkrat zadnjega pa v letu 2007 za popularizacijo blogov.
V letih 1995-2010 je podelitev viktorjev prenašala televizija POP TV, za 2012 Planet TV, vsa ostala leta pa TV Slovenija. Viktorje podelujejo v 11 kategorijah (v 6 strokovnih, kjer nominirance in nagrajence določi Akademija Viktor, 4 kategorijah priljubljenosti, kjer nominirance in nagrajence določijo bralci revije Stop, ki pošiljajo glasovnice in SMS-e, ter v dveh posebnih kategorijah). Z viktorji, podeljenimi za leto 2010, Akademija uvaja novo kategorijo: najboljša spletna stran.
V letu 2016 viktorjev (za leto 2015) niso podelili zaradi propada založniške hiše in prodaje blagovne znamke Viktorji. V letu 2016 je revijo Stop in viktorje prevzela časopisna hiša Večer. Zaradi težav z blagovno znamko in izvedbo viktorjev se je v 2017 pojavila sorodna nagrada žarometi založniške hiše Media24 in TV Slovenija. Viktorji niso bili podeljeni niti v letih 2018 in 2019.

## Trenutne kategorije viktorjev
| strokovni viktorji: - za najboljšo informativno TV-oddajo - za najboljšega voditelja informativne TV-oddaje - za najboljšega voditelja zabavne TV-oddaje - za obetavno medijsko osebnost - za najboljšo zabavno TV-oddajo - za najboljšo otroško in mladinsko TV-oddajo | viktorji popularnosti: - za najboljšo TV-osebnost - za najboljšega glasbenega izvajalca - za najboljšo radijsko postajo - za najboljšo radijsko osebnost leta viktor za življenjsko delo |

## Statistika viktorjev

### Posamezniki z največ kipci (v moderni obliki viktorjev – od 1993 do danes)
- 13 – Jonas Žnidaršič (nekaj od teh še pred letom 1993)
- 7 – Andrej Karoli
- 6 – Sašo Hribar in Slavko Bobovnik
- 5 – Mario Galunič, Klemen Slakonja, Denis Avdić in Lado Bizovičar
- 4 – Jurij Zrnec
- 3 – Barbara Drnač, Boštjan Romih in Peter Poles
- 2 – Borut Veselko, Miša Molk, Jure Longyka, Marko Potrč, Stojan Auer, in Adi Smolar

### TV-oddaje z največ kipci (v moderni obliki viktorjev – od 1993 do danes)
- 13 – Odmevi
- 8 – Tistega lepega popoldneva
- 6 – Lepo je biti milijonar
- 5 – Povečava in 24UR
- 4 – Knjiga mene briga in As ti tud not padu?!
- 3 – Res je! in Male sive celice
- 2 – Odklop, Radovedni Taček, Enajsta šola in Slovenija ima talent
- 1 – X Factor Slovenija in Gospodinje pojejo, Dobro jutro, Znan obraz ima svoj glas in Firbcologi

### Informativne TV-oddaje z največ kipci (odkar jih podelujujo – od viktorjev 1997 do danes)
- 13 – Odmevi
- 6 –  24ur

### Voditelji informativnih TV-oddaj z največ kipci (odkar jih podelujejo – od viktorjev 2004 do danes)
- 6 – Slavko Bobovnik
- 2 – Marcel Štefančič jr.
- 1 – Mojca Širok, Darja Zgonc in Igor E. Bergant

### Zabavne TV-oddaje z največ kipci (odkar jih podeljujejo – od viktorjev 1994 do danes)
- 4 – Tistega lepega popoldneva, Naša mala klinika
- 3 – As ti tud not padu?!, Res je!, Lepo je biti milijonar in Male sive celice
- 2 – Slovenija ima talent
- 1 – Misija Evrovizija, Na terapiji, Odklop, Teater Paradižnik, Radovedni Taček, Dobro jutro, Znan obraz ima svoj glas in Firbcologi

### Voditelji zabavnih oddaj z največ kipci (odkar jih podeljujejo – od viktorjev 2000 do danes)
- 3 – Jurij Zrnec
- 2 – Jonas Žnidaršič, Lado Bizovičar, Klemen Slakonja in Peter Poles
- 1 – Mario Galunič in Sašo Hribar

### Dosedanji nagrajenci (v moderni obliki viktorjev – od 1993 do danes)

#### Viktorji 2016
Prireditev je potekala 22. aprila 2017 v portoroškem hotelu Bernardin. Vodil jo je Vid Valič.
Nominirani so bili (dobitniki so okrepljeni):
- strokovni viktorji:
  - za najboljšo zabavno TV-oddajo-: Na žaru, Ta teden z Juretom Godlerjem, Znan obraz ima svoj glas
  - za najboljšega voditelja zabavne TV-oddaje: Lado Bizovičar, Bojan Emeršič, Bernarda Žarn
  - za najboljšo informativno TV-oddajo: Odmevi, 24 UR, TV Dnevnik
  - za najboljšega voditelja informativne TV-oddaje: Manica Janežič Ambrožič, Jelena Aščić, Edi Pucer
  - za najboljšo igrano TV-oddajo ali TV film: Ena žlahtna štorija, Pod gladino, Štiri stvari, ki sem jih hotel početi s tabo
  - za najboljšo otroško ali mladinsko TV-oddajo: Firbcologi, Infodrom, Male sive celice
  - za najboljši dokumentarni film: Charlatan Maqnifigue, Lahko noč, ljubezen moja, Leteti
  - za najboljšo obetavno medijsko osebnost: Mario Čulibrk, Ajda Smrekar, Nik Škrlec, Ana Oberlintner

- viktorji popularnosti:
  - za najboljšo glasbeno osebnost oz. skupino: BQL, Modrijani, Siddharta
  - za najboljšo televizijsko osebnost: Slavko Bobovnik, Jani Muhič, Peter Poles
  - za najboljšo radijsko osebnost: Denis Avdić, Blaž Švab, Dejan Vedlin
  - za najboljšo radijsko postajo: Radio 1, Radio Aktual, Val 202

- viktor za posebne dosežke:
  - Štartaj Slovenija

- viktor za življenjsko delo:
  - Lado Ambrožič

#### Viktorji 2015
Nagrada se zaradi težav z blagovno znamko ni podelila.

#### Viktorji 2014
Prireditev je potekala 18. 4. 2015. Voditelj je bil Bojan Emeršič.
Dobitniki viktorjev:
- strokovni viktorji:
  - za najboljšega voditelja informativne oddaje: Slavko Bobovnik (Radiotelevizija Slovenija)
  - za najboljšega voditelja zabavne tv-oddaje: Peter Poles (POP TV)
  - za najboljšo obetavno medijsko osebnost: Jernej Kogovšek
  - za najboljšo informativno TV-oddajo: Odmevi (Radiotelevizija Slovenija)
  - za najboljšo zabavno TV-oddajo: Znan obraz ima svoj glas (POP TV)
  - za najboljšo otroško in mladinsko TV-oddajo: Firbcologi (Radiotelevizija Slovenija)

- viktorji popularnosti:
  - za najboljšega glasbenega izvajalca: Tanja Žagar
  - za najboljšo televizijsko osebnost: Jani Muhič (POP TV)
  - za najboljšo radijsko osebnost: Andrej Karoli (Radiotelevizija Slovenija)
  - za najboljšo radijsko postajo: Radio Aktual

- viktor za življenjsko delo:
  - Milena Zupančič

#### Viktorji 2013
Prireditev je potekala 7.6. 2014 na 1. programu televizije Slovenija. Voditelj je bil Tadej Toš.
Dobitniki viktorjev:
- strokovni viktorji:
  - za najboljšega voditelja informativne oddaje: Slavko Bobovnik
  - za najboljšega voditelja zabavne tv-oddaje: Klemen Slakonja (POP TV)
  - za najboljšo obetavno medijsko osebnost: Anže Zevnik
  - za najboljšo informativno TV-oddajo: Odmevi (TVS)
  - za najboljšo zabavno TV-oddajo: Dobro jutro (TVS)
  - Za najboljšo otroško in mladinsko TV-oddajo: Male sive celice (TVS)

- viktorji popularnosti:
  - za najboljšega glasbenega izvajalca: Modrijani
  - za najboljšo televizijsko osebnost: Klemen Slakonja (POP TV)
  - za najboljšo televizijsko oddajo: Vid in Pero šov (POP TV)
  - za najboljšo radijsko osebnost: Jože Činč
  - za najboljšo radijsko postajo: Val 202
  - za najbolj obiskano spletno stran: 24ur.com

- viktor za življenjsko delo:
  - Alfi Nipič

#### Viktorji 2012
Podelitev je bila predvajana 16.3. 2013 na Planet TV, voditelji so pa bili: 
- Slon in Sadež
- Denis Avdič
- Bojan Emeršič
- Lado Bizovičar
- Jonas Žnidaršič
- Tadej Toš
- Jure Godler in Tilen Artač

Dobitniki Viktorjev:
- strokovni viktorji:
  - za najboljšega voditelja informativne oddaje: Slavko Bobovnik; posvetil ga je Matjažu Tanku
  - za najboljšega voditelja zabavne tv-oddaje: Peter Poles(POP TV)
  - za najboljšo obetavno medijsko osebnost: Nika Manevski
  - za najboljšo informativno TV-oddajo: Odmevi (TVS )
  - za najboljšo zabavno TV-oddajo: x Factor Slovenija (POP TV)
  - za najboljšo igrano TV-oddajo ali TV-film: Na terapiji (POP BRIO)
  - za najboljšo otroško in mladinsko TV-oddajo: Male sive celice (TVS)
  - za najboljšo dokumentarno TV-oddajo: Oči in ušesa boga

- viktorji popularnosti:
  - za najboljšega glasbenega izvajalca: Modrijani
  - za najboljšo televizijsko osebnost: Vid Valič (POP TV)
  - za najboljšo televizijsko oddajo: Gospodinje pojejo (GOLICA TV)
  - za najboljšo radijsko osebnost: Denis Avdič
  - za najboljšo radijsko postajo: Radio Veseljak
  - za najbolj obiskano spletno stran: Planet Siol.net

- viktorja za posebne dosežke:
  - Rok Predin
  - Urška Alič

- viktor za življenjsko delo:
  - Boris Cavazza

#### Viktorji 2011
Podelitev je bila v Cankarjarjevem domu, predvajana 17. marca 2012 na 1. programu televizije Slovenija.
Podelitev so vodili:
- Boris Kobal
- Gojmir Lešnjak - Gojc
- Slon In Sadež
- Vid Valič
- Lado Bizovičar
- Nataša Tič Raljan
- Jonas Žnidaršič
- Zoran Predin

- strokovni viktorji:
  - za najboljšega voditelja informativne oddaje: Igor E. Bergant
  - za najboljšega voditelja zabavne tv-oddaje: Klemen Slakonja
  - za najboljšo obetavno medijsko osebnost: Polona Balantič
  - za najboljšo informativno TV-oddajo: Odmevi (TVS )
  - za najboljšo zabavno TV-oddajo: Misija Evrovizija (TVS)
  - za najboljšo igrano TV-oddajo ali TV-film: Na terapiji (POP BRIO)
  - za najboljšo otroško in mladinsko TV-oddajo: Male sive celice (TVS)
  - za najboljšo dokumentarno TV-oddajo: Aleksandrinke (TVS)

- viktorji popularnosti:
  - za najboljšega glasbenega izvajalca: Tanja Žagar
  - za najboljšo televizijsko osebnost: Klemen Slakonja
  - za najboljšo televizijsko oddajo: 24UR
  - za najboljšo radijsko osebnost: Denis Avdič
  - za najboljšo radijsko postajo: Val 202
  - za najbolj obiskano spletno stran: 24ur.com

- viktorja za posebne dosežke:
  -  CUK Kino Šiška

- viktor za življenjsko delo:
  - Mito Trefalt

#### Viktorji 2010
Prireditev je potekala 19. marca 2011, vodila sta jo Boštjan Gorenc in Lucija Ćirović. Novost je bila nova kategorija najboljša spletna stran, ki je zamenjala kategorijo lokalna/kabelska TV-postaja.
- strokovni viktorji:
  - za najboljšo informativno TV-oddajo: Odmevi
  - za najboljšega voditelja informativne TV-oddaje: Darja Zgonc
  - za najboljšega voditelja zabavne TV-oddaje: Sašo Hribar
  - za obetavno medijsko osebnost: Ana Tavčar
  - za najboljšo igrano TV-oddajo: Pisma iz Egipta
  - za najboljšo zabavno TV-oddajo: Slovenija ima talent
  - za najboljšo dokumentarno TV-oddajo: Dosje: Gradimo suženjstvo
  - za najboljšo otroško in mladinsko TV-oddajo: Muzikajeto

- viktorji popularnosti:
  - za najboljšo TV-osebnost: Boštjan Romih
  - za najboljšo TV-oddajo: Slovenija ima talent
  - za najboljšo spletno stran: 24ur.com
  - za najboljšega glasbenega izvajalca: Jan Plestenjak
  - za najboljšo radijsko postajo: Radio Center
  - za najboljšo radijsko osebnost leta: Denis Avdič

- viktorja za posebne dosežke:
  - režiser Miha Hočevar za film Gremo mi po svoje, ki je postal najbolj gledan slovenski film v zgodovini
  - režiser Klemen Dvornik za spletni serijo Prepisani

- viktor za življenjsko delo:
  - Janez Hočevar - Rifle

#### Viktorji 2009
Prireditev je potekala 20. marca 2010. Vodil jo je Tadej Toš.
- strokovni viktorji:
  - za najboljšo informativno TV-oddajo: Odmevi
  - za najboljšega voditelja informativne TV-oddaje: Slavko Bobovnik
  - za najboljšega voditelja zabavne TV-oddaje: Jurij Zrnec
  - za obetavno medijsko osebnost: Sekumady Conde
  - za najboljšo igrano TV-oddajo: Angela Vode - Skriti spomin
  - za najboljšo zabavno TV-oddajo: As ti tud not padu?!
  - za najboljšo dokumentarno TV-oddajo: Dar-fur - Vojna za vodo
  - za najboljšo otroško in mladinsko TV-oddajo: Enajsta šola

- viktorji popularnosti:
  - za najboljšo TV-osebnost: Boštjan Romih
  - za najboljšo TV-oddajo: Na zdravje
  - za najboljšo lokalno, regionalno ali kabelsko TV-postajo: Golica TV
  - za najboljšega glasbenega izvajalca: Siddharta
  - za najboljšo radijsko postajo: Radio Center
  - za najboljšo radijsko osebnost leta: Denis Avdič

- viktorja za posebne dosežke:
  - Val 202
  - Perpetuum Jazzile

- viktor za življenjsko delo:
  - Dragan Bulič

#### Viktorji 2008
Prireditev je potekala 14. marca 2009. Vodila sta jo Slon in Sadež (Igor Karas in Jure Bračič).
- strokovni viktorji:
  - za najboljšo informativno TV-oddajo: 24UR
  - za najboljšega voditelja informativne TV-oddaje: Marcel Štefančič, Jr.
  - za najboljšega voditelja zabavne TV-oddaje: Jurij Zrnec
  - za obetavno medijsko osebnost: Klemen Slakonja
  - za najboljšo igrano TV-oddajo: Vampir z Gorjancev
  - za najboljšo zabavno TV-oddajo: As ti tud not padu?!
  - za najboljšo dokumentarno TV-oddajo: Fabiani:Plečnik (scenarist, režiser in montažer Amir Muratović)
  - za najboljšo otroško in mladinsko TV-oddajo: Enajsta šola

- viktorji popularnosti:
  - za najboljšo TV-osebnost: Jurij Zrnec
  - za najboljšo TV-oddajo: As ti tud not padu?!
  - za najboljšo lokalno, regionalno ali kabelsko TV-postajo: Golica TV
  - za najboljšega glasbenega izvajalca: Marko Vozelj
  - za najboljšo radijsko postajo: Radio Center
  - za najboljšo radijsko osebnost leta: Andrej Karoli

- viktorja za posebne dosežke:
  - Bojan Traven, glavni urednik oddaje Svet na Kanalu A
  - Tomaž Pandur, režiser

- viktor za življenjsko delo:
  - Bernarda Jeklin

#### Viktorji 2007
Prireditev je potekala 15. marca 2008. Vodila sta jo Slon in Sadež (Igor Karas in Jure Bračič).
- strokovni viktorji:
  - za najboljšo informativno TV-oddajo: 24UR
  - za najboljšega voditelja informativne TV-oddaje: Slavko Bobovnik
  - za najboljšega voditelja zabavne TV-oddaje: Jurij Zrnec
  - za obetavno medijsko osebnost: Lili Žagar
  - za najboljšo igrano TV-oddajo: Naša mala klinika
  - za najboljšo zabavno TV-oddajo: As ti tud not padu?!
  - za najboljšo dokumentarno TV-oddajo: Miran Zupanič (dokumentarec Otroci s Petrička)
  - za najboljšo otroško in mladinsko TV-oddajo: Štafeta mladosti

- viktorji popularnosti:
  - za najboljšo TV-osebnost: Marko Potrč
  - za najboljšo TV-oddajo: Avantura
  - za najboljšo lokalno, regionalno ali kabelsko TV-postajo: MTV Adria.
  - za najboljšega glasbenega izvajalca: Zoran Predin
  - za najboljšo radijsko postajo: Radio Center
  - za najboljšo radijsko osebnost leta: Matej Špehar

- viktorja za posebne dosežke:
  - Marko Naberšnik za film Petelinji zajtrk
  - Bojan Krajnc

- viktor za življenjsko delo:
  - New Swing Quartet

#### Viktorji 2006
Prireditev je potekala 24. marca 2007. Vodil jo je Jurij Zrnec.
- strokovni viktorji:
  - za najboljšo informativno TV-oddajo: 24UR
  - za najboljšega voditelja informativne TV-oddaje: Slavko Bobovnik
  - za najboljšega voditelja zabavne TV-oddaje: Lado Bizovičar
  - za obetavno medijsko osebnost: Jure Godler
  - za najboljšo igrano TV-oddajo: Naša mala klinika
  - za najboljšo zabavno TV-oddajo: Tistega lepega popoldneva
  - za najboljšo dokumentarno TV-oddajo: Sašo Podgoršek (film Kaj boš počel, ko prideš ven od tu?)
  - za najboljšo otroško in mladinsko TV-oddajo: Knjiga mene briga

- viktorji popularnosti:
  - za najboljšo TV-osebnost: Lado Bizovičar
  - za najboljšo TV-oddajo: Tistega lepega popoldneva
  - za najboljšo lokalno, regionalno ali kabelsko TV-postajo: MTV Adria
  - za najboljšega glasbenega izvajalca: Siddharta
  - za najboljšo radijsko postajo: Radio Hit
  - za najboljšo radijsko osebnost leta: Špela Močnik

- viktorja za posebne dosežke:
  - za skupni projekt svetovnega prvenstva v nogometu 2006 Pro Plusu in RTV Slovenija
  - za popularizacijo blogovske kulture Jonasu Žnidaršiču

- viktor za življenjsko delo:
  - Jože Hudeček

#### Viktorji 2005
Prireditev je potekala 18. marca 2006. Vodila sta jo Jernej Šugman (v vlogi Vladislava) in Janez Škof (v vlogi Petruške).
- strokovni viktorji:
  - za najboljšo informativno TV-oddajo: 24UR
  - za najboljšega voditelja informativne TV-oddaje: Marcel Štefančič jr.
  - za najboljšega voditelja zabavne TV-oddaje: Lado Bizovičar
  - za obetavno medijsko osebnost: Maja Roš
  - za najboljšo igrano TV-oddajo: Naša mala klinika
  - za najboljšo zabavno TV-oddajo: Tistega lepega popoldneva
  - za najboljšo otroško in mladinsko TV-oddajo: Knjiga mene briga

- viktorji popularnosti:
  - za najboljšo TV-osebnost: Jože Činč
  - za najboljšo TV-oddajo: Tistega lepega popoldneva
  - za najboljšega glasbenega izvajalca: Neisha
  - za najboljšo radijsko postajo: Radio Hit
  - za najboljšo radijsko osebnost leta: Robert Pečnik - Pečo

- viktorja za posebne dosežke:
  - Bar
  - Info TV

- viktor za življenjsko delo:
  - Tone Vogrinec

#### Viktorji 2004
Prireditev je potekala 21. marca 2005. Vodila sta jo Bojan Emeršič in Pia Zemljič.
- strokovni viktorji:
  - za najboljšo informativno TV-oddajo: 24UR
  - za najboljšega voditelja informativne TV-oddaje: Mojca Širok
  - za najboljšega voditelja zabavne TV-oddaje: Mario Galunič
  - za obetavno medijsko osebnost: Slon in Sadež
  - za najboljšo igrano TV-oddajo: Naša mala klinika
  - za najboljšo zabavno TV-oddajo: Tistega lepega popoldneva
  - za najboljšo dokumentarno TV-oddajo: Miran Zupanič (Kocbek - pesnik v pogrezu)
  - za najboljšo otroško in mladinsko TV-oddajo: Knjiga mene briga

- viktorji popularnosti:
  - za najboljšo TV-osebnost: Lado Bizovičar
  - za najboljšo TV-oddajo: Tistega lepega popoldneva
  - za najboljšo lokalno, regionalno ali kabelsko TV-postajo: MTV Adria.
  - za najboljšega glasbenega izvajalca: Siddharta
  - za najboljšo radijsko postajo: Radio City
  - za najboljšo radijsko osebnost leta: Marko Potrč

- viktorja za posebne dosežke:
  - Sekvenca d. d.
  - Nataša Tič Ralijan in Gašper Tič

- viktor za življenjsko delo:
  - Jurij Souček

#### Viktorji 2003
Prireditev je potekala 22. marca 2004. Vodila sta jo Tjaša Železnik in Jurij Zrnec.
- strokovni viktorji:
  - za najboljšo informativno TV-oddajo: Odmevi
  - za najboljšega voditelja informativne TV-oddaje: Mojca Širok
  - za najboljšega voditelja zabavne TV-oddaje: Peter Poles
  - za obetavno medijsko osebnost: Peter Poles
  - za najboljšo igrano TV-oddajo: Maja Weiss (Balkanski revolveraši)
  - za najboljšo zabavno TV-oddajo: Tistega lepega popoldneva
  - za najboljšo otroško in mladinsko TV-oddajo: Knjiga mene briga

- viktorji popularnosti:
  - za najboljšo TV-osebnost: Boštjan Romih
  - za najboljšo TV-oddajo: Tistega lepega popoldneva
  - za najboljšega glasbenega izvajalca: Siddharta
  - za najboljšo radijsko postajo: Val 202
  - za najboljšo radijsko osebnost leta: Andrej Karoli

- viktorji za posebne dosežke:
  - Iztok Mlakar
  - Branko Djurić - Ðuro
  - Siddharta

- viktor za življenjsko delo:
  - Elza Budau

#### Viktorji 2002
Prireditev je potekala marca 2003. Vodila jo je Tina Gorenjak.
- strokovni viktorji:
  - za najboljšo informativno TV-oddajo: Odmevi
  - za obetavno medijsko osebnost: Franci Pavšer ml.
  - za najboljšo igrano TV-oddajo: film Vladimir
  - za najboljšo zabavno TV-oddajo: Lepo je biti milijonar
  - za najboljši videospot: Platina 9th RMX (Siddharta)

- viktorji popularnosti:
  - televizijski: Jonas Žnidaršič
  - radijski: Dejan Vedlin
  - glasbeni: Bepop
  - radijska postaja: Radio City
  - TV-oddaja: Lepo je biti milijonar

- viktorji za posebne dosežke:
  - Peter Juratovec – poseben dosežek v režiji
  - Andrej Kregar/Video produkcija Kregar – poseben dosežek v videoprodukciji
  - projekt Popstars

- viktor za življenjsko delo:
  - Svetlana Makarovič

#### Viktorji 2001
Prireditev je potekala aprila 2002. Vodili so jo Matjaž Pikalo, Andrea F., Franci Pavšer ml., Simon Kardum, Nada Vodušek in Luka Novak.
- strokovni viktorji:
  - za najboljšo informativno TV oddajo: Odmevi
  - za obetavno medijsko osebnost: Ksenija Horvat
  - za najboljšega voditelja zabavne TV-oddaje: Jonas Žnidaršič
  - za najboljšo umetniško TV-oddajo: Begunci - ilegalni tujci (Žilnik)
  - za najboljšo zabavno TV-oddajo: Lepo je biti milijonar

- viktorji popularnosti:
  - televizijski: Jonas Žnidaršič
  - radijski: Andrej Karoli
  - glasbeni: Siddharta
  - radijska postaja: Val 202
  - TV-oddaja: Lepo je biti milijonar

- viktor za posebne dosežke:
  - Srečko Katanec

- viktor za življenjsko delo:
  - Boštjan Hladnik

#### Viktorji 2000
Prireditev je potekala marca 2001. Vodila sta jo Tanja Ribič in Janez Hočevar - Rifle.
- strokovni viktorji:
  - za najboljšo informativno TV-oddajo: Odmevi
  - za obetavno medijsko osebnost: Živa Rogelj
  - za najboljšega voditelja zabavne TV-oddaje: Jonas Žnidaršič
  - za najboljšo umetniško TV-oddajo: Gibljive slike
  - za najboljšo zabavno TV-oddajo: Lepo je biti milijonar

- viktorji popularnosti:
  - televizijski: Jonas Žnidaršič
  - radijski: Andrej Karoli
  - glasbeni: Nuša Derenda
  - radijska postaja: Val 202
  - TV-oddaja: Lepo je biti milijonar

- viktor za posebne dosežke:
  - Miha Hočevar

- viktor za življenjsko delo:
  - Miki Muster

#### Viktorji 1999
XIX. podelitev viktorjev je potekala 24. marca 2000 v Gallusovi dvorani Cankarjevega doma. Vodili so jo Maša Derganc, Janež Škof, Andrej Rozman - Roza in Maj Klemenc (kot družina Stopar − Viktorija, Viktor, mama Viktorijana in sinko Viki). Prireditev, ki jo je neposredno prenašal POP TV, je režiral Boris Cavazza. Za glasbene točke so poskrbeli: Alo Alo Streich Trio (Ein bißchen mambo), Helena Blagne (Nessun dorma iz opere Turandot), Siddharta & Vlado Kreslin (Lunanai), Alenka Godec, Katrinas & New Swing Quartet (Samo nasmeh je bolj grenak) in Charlotte Nilsson (Take Me to Your Heaven, I Write You a Love Song). Prihode nagrajencev na oder so spremljali Ratko Divjak s skupino, New Swing Quartet in Katrinas.
- strokovni viktorji:
  - za najboljšo zabavno televizijsko oddajo: Res je! – TV Poper – Zoom
  - za najboljšega televizijskega voditelja: Bojan Emeršič – Miša Molk – Jonas Žnidaršič
  - za najboljšega radijskega voditelja: Sašo Hribar – Andrej Karoli – Jure Longyka
  - za najbolj obetavno medijsko osebnost: Petra Kerčmar – Karin Komljanec – Aleš Smrekar
  - za najboljšo otroško ali mladinsko TV-oddajo: Male sive celice – Radovedni Taček – Sprehodi v naravo
  - za najboljšega igralca v igrani TV-oddaji: Gojmir Lešnjak – Saša Pavček – Jernej Šugman
  - za najboljšo informativno TV-oddajo: Dnevnik – Odmevi – Studio City
  - za najboljšo kulturno-umetniško, dokumentarno ali igrano televizijsko oddajo: Cesta bratstva in enotnosti (Maja Weiss) – Gibljive slike (Irena Ostrouška) – Okus po cvetju (Stane Sušnik, Hanka Kastelicova)

- viktorji popularnosti:
  - televizijska osebnost: Mario Galunič – Borut Veselko – Jonas Žnidaršič
  - radijska osebnost: Sašo Hribar − Andrej Karoli – Jure Sešek
  - glasbeni izvajalec: Big Foot Mama – Nude – Adi Smolar

- viktor za posebne dosežke:
  - Matej Rupret, Andrej Kmet, Jan Žorž, Stipe Božič in Tomaž Humar za projekt spremljanja Tomaža Humarja pri vzponu na Dhaulagiri prek interneta

- viktor za življenjsko delo:
  - Mojmir Sepe

#### Viktorji 1998
Prireditev, ki jo je neposredno prenašal POP TV, je potekala 27. marca 1999 v Linhartovi dvorani Cankarjevega doma. Vodila sta jo Bojan Emeršič in Miša Novak. Za glasbene točke so poskrbeli: Norina Radovan (My Funny Valentine, People), Pihalni orkester Svea Zagorje, The Stroj, Tinkara Kovač (Od zvezd pijan), Big Foot Mama (Dolg' nazaj), Pižama, Vlado Kreslin & Lidija Bajuk (Ljubav se ne trži), Buldožer (Zemlja mog sna) in Mia Žnidarič, Steve Klink & Planet Groove (Dan je drugačen).
- strokovni viktorji:
  - za najboljšo televizijsko zabavno tv-oddajo: Res je! – TV Poper – Zoom
  - za najboljšega televizijskega voditelja: Igor E. Bergant – Manica Janežič – Borut Veselko
  - za najboljšega radijskega voditelja: Sašo Hribar – Andrej Karoli – Jure Longyka
  - za najbolj obetaven televizijski obraz: Eva Irgl – Manica Janežič – Srečko Meh
  - za najboljšo informativno tv-oddajo: Dnevnik – Odmevi – 24 ur
  - za najboljšo kulturno-umetniško, igrano ali dokumentarno tv-oddajo: Besede – Odklop – Prinesite mi glavo Sama Peckinpaha

- viktorji popularnosti:
  - televizijska osebnost: Stojan Auer – Mario Galunič – Borut Veselko
  - radijska osebnost: Andrej Karoli – Pavle Plahutnik – Janko Ropret
  - glasbeni izvajalec: Miran Rudan – Adi Smolar – Simona Weiss
  - domača nadaljevanka/nanizanka: Cvetje v jeseni – Junaki petega razreda – Naša krajevna skupnost
  - tuja nadaljevanka/nanizanka: Esmeralda – Kassandra – Komisar Rex

- viktor za posebne dosežke:
  - Vita Mavrič (za gledališki koncert Nekoč bili smo v maju in ploščo Sem, kakršna sem)

- viktor za posebne dosežke:
  - Matjaž Požlep (za Arxel Tribe)

- viktor za življenjsko delo:
  - Jurij Gustinčič

#### Viktorji 1997
Prireditev je potekala 27. marca 1998 v Gallusovi dvorani Cankarjevega doma z neposrednim prenosom na POP TV. Vodil jo je Gregor Bakovič, režiral pa Sašo Podgoršek. Glasbene točke: Ali En, trio Aleša Hadalina (Hadalin, Miro Božič in Joži Šalej), Simona Weiss, Sound Attack & 2 Brothers, etnoskupina Amala (Djurdjev dan), Plavi orkestar (Ako su to samo bile laži) in Akademski pevski zbor Toneta Tomšiča (Privškova Nad mestom se dani). Uvodna točka: duo Random Logic (poskrbela sta tudi za temo prireditve in naznanila) in plesalci Gledališča čez cesto. Nastopili so tudi Simon Stojko Falk (svetovni prvak v kategoriji "flatland expert", tj. izvajanju trikov s kolesom na ravnem), evropski prvaki v show danceu iz plesne šole Urška, Mrhe, d. o. o., ter Urškini plesalci latinskoameriških in standardnih plesov.
- strokovni viktorji:[13]
  - za najbolj elegantno medijsko osebnost: Darja Zgonc – Miša Molk – Borut Pahor
  - za najboljšo radijsko kulturno oddajo: Gremo v kino (RA SLO) – Kulturna panorama (RA SLO) – Radijska igra za otroke (RA SLO)
  - za najboljšo radijsko zabavno oddajo: Stergo ergo (RA SLO) – Sašomanija (RA GAMA MM) – Izštekani (RA Študent)
  - za najboljšo televizijsko zabavno oddajo: Brane Rončel: Izza odra (TV SLO) – Res je (TV SLO) – Odklop (Kanal A)
  - za najboljšega televizijskega voditelja: Borut Veselko (Kanal A) – Miša Molk (TV SLO) – Darja Groznik (TV SLO)
  - za najboljšo televizijsko informativno oddajo: Odmevi (TV SLO) – Zrcalo tedna (TV SLO) – 24 ur (POP TV)
  - za najboljšo televizijsko kulturno-umetniško, igrano ali dokumentarno oddajo: Gore in ljudje (TV SLO) – Magdalenice Radojke Vrančič (Helena Koder) (TV SLO) – Vrtoglavi ptič (TV SLO)

- viktorji popularnosti:[14]
  - televizijski: Stojan Auer – Mario Galunič – Borut Veselko
  - radijski: Smilja Baranja – Mimica Kidrič – Janko Ropret
  - glasbeni: Vili Resnik – Adi Smolar – Simona Weiss

- viktorji po izboru uredništva revije Stop:
  - viktor za posebne dosežke: 
    - Slavko Hren (za oddajo Zlata šestdeseta slovenske popevke)

  - viktor za življenjsko delo:
    - Jože Privšek

#### Viktorji 1996
Prireditev je potekala v soboto, 29. marca 1997, v Gallusovi dvorani Cankarjevega doma z neposrednim prenosom na POP TV. Vodila sta jo Blažka Müller in Brane Završan, režiral pa Matjaž Pograjc. Realizator televizijskega prenosa je bil Petar Radovič, scenarista pa Desa Muck in Marjan Paternoster. Spremljevalna skupina prireditve so bili Rok Golob & Stop The Band, pri pripravi glasbe sta sodelovala Davor Božič in Jani Golob, avtorica besedila za uvodno in sklepno točko je bila Miša Čermak. Točke: uvodna točka Viktor, viktorija (voditelja in plesalci Mojce Horvat), Helena Blagne & Demolition Group (Dež), Leteči potepuhi (Obrni čas nazaj), Skunk funk & New Swing Quartet (Po jezeru bliz' Triglava), BO3 (Vroča hladna), Špela Medved (Rada bi ostala mala Davorja Božiča in Miše Čermak), sklepna točka Viva viktor! (Pihalni orkester slovenske policije, Diego Barrios Ross, Helena Blagne, New Swing Quartet, Klemen Tičar, Boštjan Andrejc, Vojko Djuran).
- strokovni viktorji:
  - za najbolj elegantno medijsko osebnost: Darja Groznik – Boštjan Lajovic – Tajda Lekše
  - za najboljšo radijsko kulturno oddajo: Bilo je nekoč (Radio Murski val) – Gremo v kino (RaS) – Radijska igra za odrasle (RaS)
  - za najboljšo radijsko zabavno oddajo: Izštekani (Radio Študent) – Stergo ergo (RaS) – Štos – še v torek obujamo spomine (RaS)
  - za najboljšo televizijsko otroško, mladinsko ali izobraževalno oddajo: Lahkih nog naokrog (TVSLO, MICOM) – Pod klobukom (TVSLO) – Radovedni Taček (TVSLO)
  - za najboljšo televizijsko zabavno oddajo: Res je! (TVSLO) – Teater Paradižnik (TVSLO) – Zlata šestdeseta slovenske popevke (TVSLO)
  - za najboljšega televizijskega voditelja: Igor E. Bergant – Sandi Čolnik – Bojan Krajnc (za Studio City)
  - za najboljšo televizijsko kulturno-umetniško, dokumentarno ali igrano oddajo: Bitka za reko (TVSLO, MICOM) – Povečava (TVSLO) – Srečko Kosovel – pisma domačim (TVSLO)

- viktorji popularnosti:
  - televizijski: Stojan Auer – Mario Galunič – Miša Molk
  - radijski: Sašo Hribar – Saša Pivk – Janko Ropret
  - glasbeni: Čuki – Adi Smolar – Simona Weiss

- viktor za posebne dosežke:
  - sinhronizacija risank na TV Slovenija (prevzela sta ga Peter Povh, pobudnik in začetnik projekta, in Andreja Hafner-Souček)

- viktor za posebne dosežke:
  - Laibach

- viktor za posebne dosežke:
  - Tomaž Perovič (za zasluge na področju informativnega programa tako na nacionalni kot komercialni televiziji)

- viktor za življenjsko delo:
  - Nataša Dolenc

#### Viktorji 1995
Prireditev je potekala marca 1996 v Gallusovi dvorani Cankarjevega doma. Vodila sta jo Marjan Paternoster, ki je tudi napisal scenarij, in Barbara Drnač.
- strokovni viktorji:
  - za najbolj elegantno oblečeno medijsko osebnost: Barbara Drnač
  - za najboljšo radijsko kulturno oddajo: Gremo v kino
  - za najboljšo radijsko zabavno oddajo: Glasbeni večer z Janetom Webrom
  - najboljšo televizijsko igrano oddajo: Striptih Filipa Robarja Dorina
  - za najboljšo televizijsko zabavno oddajo: Radovedni Taček
  - za najboljšo televizijsko kulturno-umetniško dokumentarno oddajo: Povečava

- viktorji popularnosti:
  - televizijski: Stojan Auer
  - radijski: Sašo Hribar
  - glasbeni: Čuki

- viktor za posebne dosežke na področju televizije, filmske in gledališke produkcije:
  - Roman Končar

- viktor za posebne dosežke za televizijsko oddajo s humanitarnim sporočilom:
  - Matjaž Fistravec

- viktor za posebne dosežke na področju medijev in popularne kulture:
  - Brane Rončel

- viktor za življenjsko delo:
  - Marjana Deržaj

#### Viktorji 1994
Prireditev je potekala 17. marca 1995 v veliki sprejemni dvorani Cankarjevega doma. Vodili so jo Tajda Lekše, Pavle Ravnohrib in Vesna Milek. Televizijski režiser je bil Petar Radovič, odrski pa Tomaž Štrucl. Pri glasovanju za viktorje popularnosti so se bralcem Stopa prvič pridružili še poslušalci lokalnih radijskih postaj.
- strokovni viktorji:
  - za najbolj elegantno oblečeno medijsko osebnost: Barbara Drnač
  - za najboljšo radijsko oddajo: Radio Ga Ga
  - za najboljšo televizijsko razvedrilno oddajo: Teater Paradižnik
  - za najboljšo televizijsko kulturno-umetniško dokumentarno oddajo: Povečava

- viktorji popularnosti:
  - televizijski: Deja Mušič
  - radijski: Sašo Hribar
  - glasbeni: Pop Design

- viktor za posebne dosežke:
  - Marjeta Keršič Svetel / Gore in ljudje

- viktor za življenjsko delo:
  - Tone Fornezzi-Tof

#### Viktorji 1993
Prireditev je potekala aprila 1994, in to prvič v Cankarjevem domu, natančneje veliki sprejemni dvorani. Vodila sta jo Tanja Ribič in Roman Končar. Televizija Slovenija se je odločila za neposreden prenos, ki ga je samo nekaj ur pred začetkom podelitve odpovedala, na koncu pa je prenos (v režiji Staneta Sumraka) le bil. Odrski režiser je bil Vinci Vogue Anžlovar.
- strokovni viktorji:
  - za najbolj elegantno oblečeno medijsko osebnost: Majda Širca
  - za najboljšo radijsko oddajo: Radio Ga Ga
  - za najboljšo televizijsko glasbeno oddajo: Videošpon
  - za najboljšo televizijsko kulturno-umetniško dokumentarno oddajo: Povečava

- viktorji popularnosti:
  - televizijski: Stojan Auer
  - radijski: Sašo Hribar
  - glasbeni: Čuki

- viktor za posebne dosežke:
  - Igor E. Bergant

- viktor za življenjsko delo: 
  - Vilko in Slavko Avsenik

#### Viktorji 1992
Prireditev je potekala aprila 1993 v diskoteki Life v Domžalah. Vodil jo je Boris Cavazza. Viktorjem in limonam (slednje so bile podeljene zadnjič) po izboru Stopovih bralcev je uredništvo dodalo strokovne nagrade, prvič sta bila podeljena glasbeni viktor in viktor za življenjsko delo.
- strokovni viktorji:
  - za najbolj elegantno medijsko osebo: Barbara Drnač
  - za najboljšo TV-oddajo: Povečava
  - za najboljšo radijsko oddajo: Bombola
  - za najboljšo glasbeno oddajo: Videogrom

- viktorji popularnosti:
  - televizijski: Miša Molk
  - radijski: Sašo Hribar
  - glasbeni: Pop Design

- viktor za življenjsko delo:
  - Bojan Adamič